# IC 4189
IC 4189 — галактика типу Sc (компактна спіральна галактика) у сузір'ї Гончі Пси.
Цей об'єкт міститься в оригінальній редакції індексного каталогу.